# Fauves

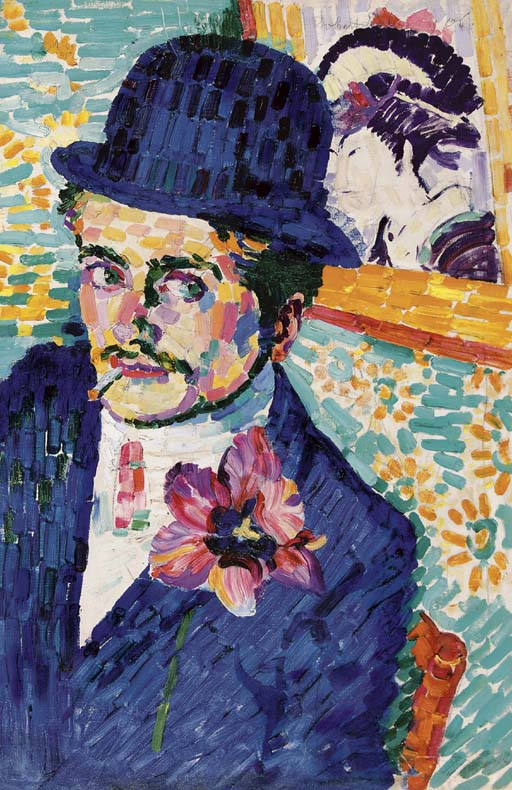
Robert Delaunay L'uomo con il tulipano (Ritratto di Jean Metzinger) 1906

Con il termine fauves o fauvismo (in francese "belve, selvaggi") si indica un movimento artistico d'avanguardia di pittori, perlopiù francesi, che nella prima parte del Novecento diedero vita a un'esperienza di breve durata temporale ma di grande importanza nell'evoluzione dell'arte, perché ne proponevano l'innovazione. 
L'origine del movimento è da ricercarsi all'interno della tradizione impressionista francese di fine del XIX secolo, con spinte dotate di accenti romantici e nordici, come le proposizioni di Edvard Munch.

## Storia
Il movimento ebbe la propria prima collettività grazie al Salon d'Automne di Parigi nel 1905. George Desvallières, vicedirettore del Salon e pittore egli stesso, aveva conosciuto alcuni di questi artisti durante un comune periodo di studio nell'atelier di Gustave Moreau e decise di raggruppare alcune delle loro opere nella sala centrale del Salon in modo da amplificare l'effetto dirompente delle loro singolarità. Il primo ad utilizzare il termine fauves o comunque a diffonderlo e renderlo celebre, fu il critico d'arte Louis Vauxcelles, che definì la sala come una "cage aux fauves" cioè una "gabbia delle belve", per la "selvaggia" violenza espressiva del colore, steso in tonalità pure. Sembra infatti che Vauxcelles, entrando nell'ottava sala del Salon d'Automne di Parigi (1905) dove esponevano gli artisti, vedendo una statua tradizionale circondata da dipinti dai colori molto violenti e accesi, avesse esclamato: "Ecco Donatello fra le belve!".

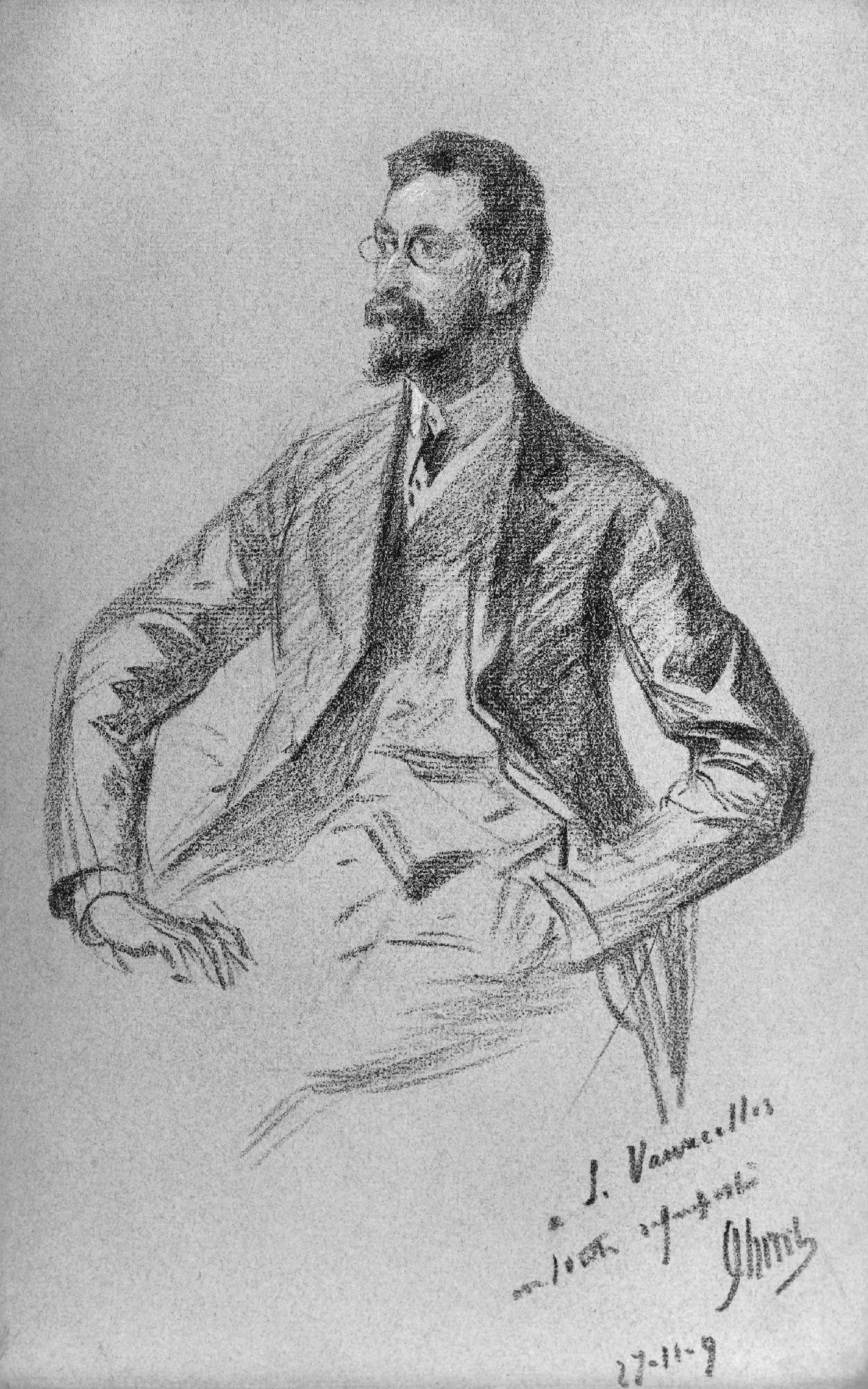
Louis Vauxcelles, 1909 (Jules Chéret)

Gli artisti presenti nella stanza centrale del Grand Palais erano Henri Matisse (che espose la Donna con cappello, dipinta nel 1905), André Derain, Maurice de Vlaminck, Henri Manguin e Charles Camoin. Altri pittori da ricordare perché affini alla poetica Fauves sono Robert Delaunay, Robert Antoine Pinchon, Alexis Mérodack-Jeanneau, Pierre-Albert Marquet, Othon Friesz, Kees van Dongen, Raoul Dufy, Henri Evenepoel e Georges Braque. Georges Rouault e il giovane Pablo Picasso rimasero al di fuori del movimento per un accento maggiormente ideologico.
I Fauves furono attivi solo fino al 1910. Quell'anno la grande retrospettiva su Cézanne fu causa delle nuove direzioni prese da alcuni di loro e della formidabile crescita del cubismo, che contribuì a rompere la debole unità del movimento.

## Poetica

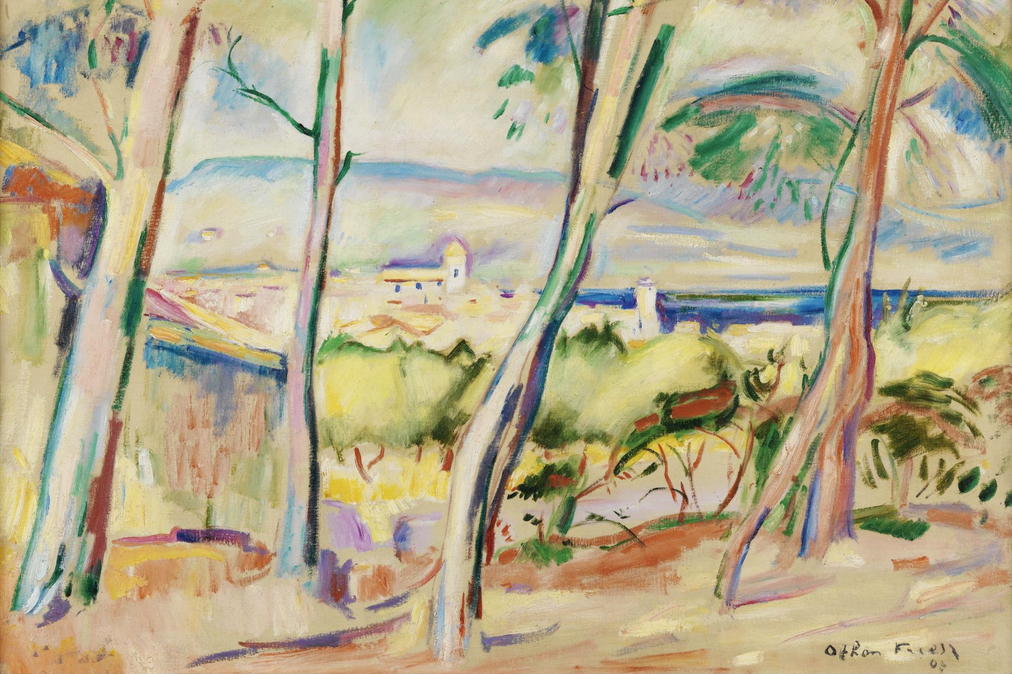
Othon Friesz, Paesaggio a La Ciotat, 1907

Il gruppo di artisti non fu mai un vero gruppo; non ci fu infatti mai un programma e neppure una vera comunità d'intenti. Discutevano molto di impressionismo, spesso in termini negativi ma apprezzando la novità di una luce generata dall'accostamento di colori puri. I Fauves si differenziarono dall'espressionismo tedesco per una minore angoscia esistenziale, un minore intento polemico e critico nei confronti della società e, allo stesso tempo, un maggiore interesse per il colore, usato in modo libero e in funzione anche emotiva, oltre che costruttiva, sulla scia di van Gogh e di Gauguin; non a caso essi furono i primi ad interessarsi di arte africana.

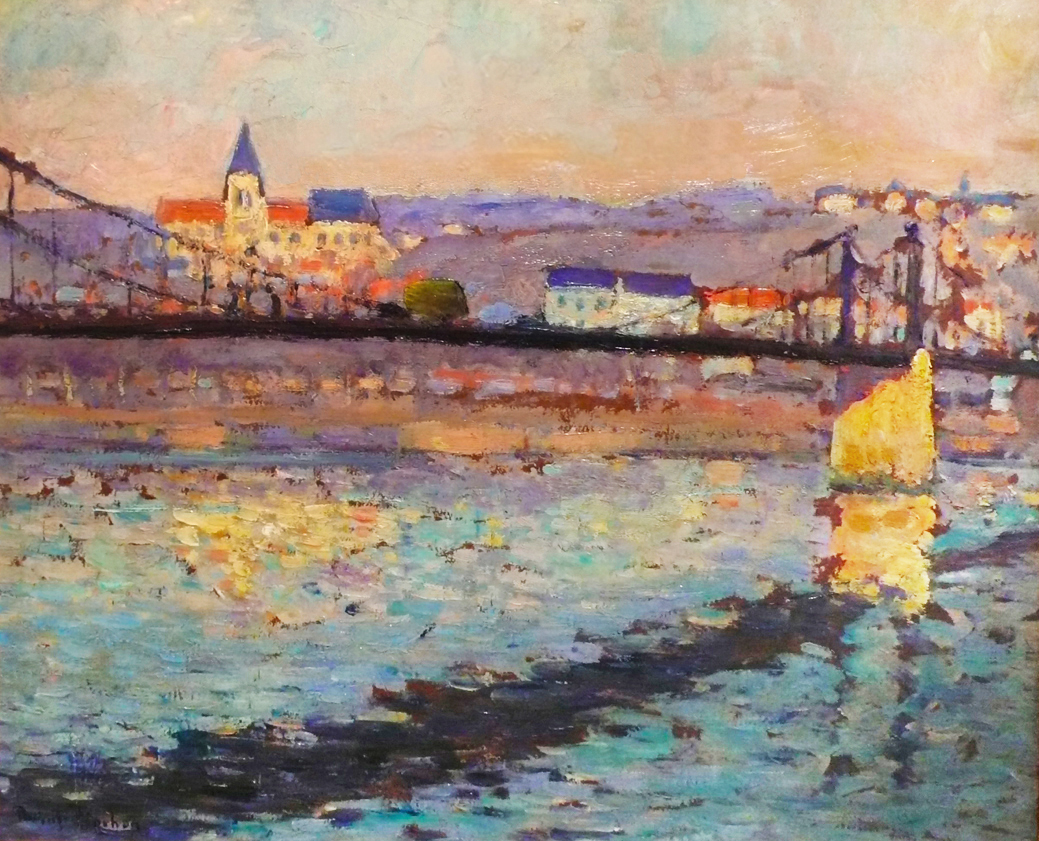
Robert Antoine Pinchon, Triel sur Seine, il ponte ferroviario, 1904

La loro arte si basava sulla semplificazione delle forme, sull'abolizione della prospettiva e del chiaroscuro, sull'uso di colori vivaci e innaturali e del colore puro, spesso spremuto direttamente dal tubetto sulla tela e con una netta e marcata linea di contorno. L'importante non era più, come nell'arte accademica, il significato dell'opera, ma la forma, il colore, l'immediatezza. Partendo da suggestioni e stimoli diversi, ricercavano un nuovo modo espressivo fondato sull'autonomia del quadro: il rapporto con la realtà visibile non era più naturalistico, in quanto la natura era intesa come repertorio di segni al quale attingere per una loro libera trascrizione.

## Opere manifesto
- Henri Matisse, Donna con cappello (Femme au chapeau), 1905. L'opera presentata da Matisse al Salon d'Automne fu tra quelle che provocarono maggiore clamore; l'immagine della moglie Amélie, abbigliata in modo borghese ma eccessivo, risulta dall'accostamento di tratti e macchie gialle, verdi, blu e viola. I tratti ordinati di van Gogh sono accostati alle libere pennellate turneriane[In che senso?!]
- André Derain, Donna in camicia, 1906
- Henri Matisse, Gioia di vivere, 1906.